# Notre corps
Pour plus de détails, voir Fiche technique et Distribution.
Notre corps est un film français réalisé par Claire Simon et sorti en 2023.

## Synopsis
Depuis les premières consultations gynécologiques de l'adolescence jusqu'à une unité de soins palliatifs en passant par la salle d'accouchement, le service de procréation médicalement assistée, ceux d'obstétrique ou d'oncologie, sans oublier les parcours de transition de genre, Claire Simon regarde avec sa caméra le corps de femmes confrontées à l'hôpital. Le film a été entièrement tourné à l'hôpital Tenon, à Paris.

## Production
« J’ai eu l’occasion de filmer à l’hôpital l’épopée des corps féminins, dans leur diversité, leur singularité, leur beauté tout au long des étapes sur le chemin de la vie. »

— Claire Simon

## Fiche technique
- Titre : Notre corps
- Réalisation : Claire Simon
- Scénario : Claire Simon
- Photographie : Claire Simon
- Son : Flavia Cordey
- Mixage : Nathalie Vidal et Elias Boughedir
- Montage : Luc Forveille
- Musique : Elias Boughedir
- Production : Madison Films
- Pays de production :  France
- Durée : 168 minutes
- Dates de sortie : 
  - Allemagne : 17 février 2023 (Berlinale)
  - France : 4 octobre 2023[1]

## Distinctions

### Nomination
- César 2024 : Meilleur film documentaire

### Sélections
- Berlinale 2023 (première mondiale)
- Visions du réel 2023[2]
- Festival La Rochelle Cinéma 2023
- Cinéma du réel 2023
- Champs-Élysées Film Festival 2023

### Presse
- Fabien Lemercier, Cineuropa, 17 février 2023.
- Frédéric Strauss,  « Berlinale 2023 : le regard magnifique de Claire Simon sur les femmes à l’hôpital », Télérama, 21 février 2023.